# Брегвадзе, Виталий Евгеньевич
Вита́лий Евге́ньевич Брегва́дзе (груз. ვიტალი ევგენის ძე ბრეგვაძე; 26 февраля 1967) — советский, грузинский и российский футболист, полузащитник.

## Карьера
С 1985 по 1988 год играл за майкопскую «Дружбу», в 98 матчах забил 2 гола. С 1989 по 1990 год выступал за «Кубань», в 63 встречах первенства забил 1 мяч, и ещё 2 матча сыграл в Кубке СССР.
С 1991 по 1992 год защищал цвета клуба «Самтредиа», носившего в 1991 году название «Санавардо», в его составе провёл 28 встреч и забил 3 гола в Высшей лиге Грузии. С 1992 по 1994 год играл за краснодарский «Колос», в 56 матчах за основной состав забил 6 мячей, и ещё провёл 7 встреч и забил 1 гол в сезоне 1994 года за «Колос-д» в Третьей лиге.